# 12 bis
12 bis était une maison d'édition française présente dans le domaine de la bande dessinée et du manga. La société est installée à Paris, au 12 bis avenue des Gobelins.
12 bis a été créée le 27 Juillet 2007 par Dominique Burdot, ancien directeur général des éditions Glénat, et Laurent Muller, ancien directeur éditorial, également chez Glénat. Leur projet éditorial est l'édition de bande dessinée franco-belge et de manga, mais aussi de publications plus engagées en collaboration avec Charlie Hebdo. Avec un clin d'œil à Spirou : dans leurs albums, la treizième page est numérotée 12 bis.
Le site internet est créé en décembre 2009.
Les pertes d'exploitation provoquent l'ouverture d'une procédure de redressement judiciaire en date du 30 avril 2013. Une mesure conservatoire de courte durée, dès le mois de septembre, avec un passif de 2.902.879€ comprenant 1.196.753€ de droits d'auteur impayés, la société est en liquidation judiciaire. Le 4 septembre 2013,  l'éditeur Glénat reprend les actifs des éditions 12 bis. Ainsi, l'ensemble du catalogue, à l'exception toutefois des droits sur les ouvrages de François Bourgeon récupérés par ce dernier, est acheté par l'éditeur grenoblois.
La société est radiée le  1er août 2017.

## Collections

### Bande dessinée franco-belge
Au milieu de ses nombreuses publications, l'éditeur a entrepris la réédition des deux séries phares de François Bourgeon, publiées auparavant chez plusieurs éditeurs successifs, Le Cycle de Cyann (Casterman puis Vents d'Ouest) et Les Passagers du vent (Glénat puis Casterman). En 2009, 12 bis achève la publication de cette dernière, 25 ans après la parution du tome 5, avec La Petite Fille Bois-Caïman.
Les autres publications :

#### One shots
- Georges & Tchang, une histoire d’amour au vingtième siècle , 2012
Scénario, dessin et couleurs : Laurent Colonnier
- Génération mal logée ! t. 2, 2012
Scénario, dessin et couleurs : Yatuu
- Génération mal logée ! t. 1, 2012
Scénario, dessin et couleurs : Yatuu
- Les Aventures de la fin du monde, 2012
Scénario, dessin et couleurs : Vincent Caut
- Moi, 20 ans, diplômée, motivée… exploitée !, 2011
Scénario, dessin et couleurs : Yatuu
- La Question de Dieu, 2011
Scénario : Pat Perna - Dessin et couleurs : Laëtica Coryn
- L’Ourso, 2011
Scénario : Merwan - Dessin et couleurs : David Alapont
- Ostfront, 2011
Scénario, dessin et couleurs : Fabrice Le Hénanff
- Le Souffle du vent, D'après le spectacle Le Souffle du vent, de Stéphane Anière et Martin Le Breton, 2010
Scénario : Éric Corbeyran - Dessin : Grun - Couleurs : Karine Lambin, Élise Dupeyrat
- Griffes du hasard intégrale, 2010
Scénario : Nataël - Dessin : Béja - Couleurs : Laïna
- Un geek au Japon, 2010
Scénario, dessin et couleurs : Héctor García
- Le Procès Colonna, 2010
Scénario : Dominique Paganelli - Dessin et couleurs : Tignous
- Le fric c’est capital, 2010
Scénario, dessin et couleurs : Tignous
- Tōkyōland : Les Aventures d'un Français au Japon, 2009
Scénario, dessin et couleurs : Reiss
- Loup, coédité avec XO éditions, 2009
Scénario : Pierre Boisserie - Dessin et couleurs : Éric Stalner
- Génial, 2009
Scénario : Michelle - Dessin et couleurs : Jean-Paul Krassinsky
- Enfilez-vous !, 2008
Scénario : Luz - Dessin : Rafaël Borgia - Couleurs : N&B
- Tunny Head, 2008
Scénario et dessin : Fane - Couleurs : N&B

### Manga
|  | Manga / manhua / manhwa dont la commercialisation a été arrêtée. |

## Prix littéraires
- 2013
  - Georges & Tchang  -Prix Jeune Talent du festival Abracadabulles
  - Georges & Tchang  -Prix Ballon rouge à Quai des bulles
  - Georges & Tchang  -Prix du scénario du festival bdBOUM de Blois
- 2011
  - Les Quatre Quarts Tome 1 - Livrentête (bande dessinée enfant)
  - Les Quatre Quarts Tome 1 - Festival du livre jeunesse Midi-Pyrénées (prix Ado)
  - Robert Parker Les Sept Péchés Capiteux- Prix de La Revue du vin de France
- 2010
  - Arakure Princesse Yakuza - Mangawa (Shôjô)
- 2009
  - Detroit Metal City - Japan Expo Awards (Seinen)
- 2008
  - Le Procès Colonna - Prix France Info (bande dessinée politique et d'actualité)